# Kleinbürgerglück
Kleinbürgerglück (russisch Мещанское счастье, Meschtschanskoje stschastje) ist eine Erzählung des russischen Schriftstellers Nikolai Pomjalowski, die 1860 entstand und im Februar 1861 im Sowremennik erschien.

## Zweiteiler
Die Erzählung bildet zusammen mit ihrer Fortsetzung Molotow eine Dilogie – so etwas wie einen zweiteiligen Entwicklungsroman: Der Kleinbürger Jegor Iwanytsch Molotow, ein gebürtiger Petersburger mit Hochschulabschluss, kündigt das entwürdigende Arbeitsverhältnis bei seinem adligen Guts- und Fabrikbesitzer in der Provinz auf und emanzipiert sich; schlägt selbstbewusst in seiner Heimatstadt die Beamtenlaufbahn ein. In der ersten Geschichte ist der Protagonist 22 Jahre alt und in der zweiten 33 Jahre. Da letztere nach dem Krimkrieg und kurz vor Aufhebung der Leibeigenschaft in Russland handelt, also in den späten 1850er Jahren angesiedelt ist, ergeben sich für die vorliegende erste die 1840er Jahre als erzählte Zeit.

## Inhalt
Als Molotow im Alter von zwölf Jahren den Vater, einen arbeitsamen, aber trunksüchtigen Schlosser verliert, steht er als Waise, noch dazu ohne Verwandtschaft, da. Der Junge hat Glück im Unglück. Ein emeritierter Professor nimmt ihn zu sich. Der bemittelte gealterte Junggeselle lässt den Pflegesohn kein Handwerk erlernen, sondern ermöglicht dem aufgeweckten Burschen einen universitären Bildungsweg. Als der Gönner stirbt, steht Molotow wieder da; diesmal allerdings mit viertausend Papierrubeln in der Tasche. Der junge Mann absolviert die Universität. Als die Barschaft zwischen den Fingern zerronnen ist und er keine Anstellung findet, gibt der inzwischen 22-Jährige Privatunterricht und nimmt schließlich fern der Heimatstadt – im europäischen Zentralrussland an einem Nebenfluss der Wolga – eine Stelle bei dem adligen Guts- und Fabrikbesitzer Arkadi Iwanytsch Obrossimow in dessen Dorf Obrossimowka an. Die dort ansässigen Obrossimows nennen an die fünfhundert Bauern ihr Eigen.
Der Städter Molotow hat es dem Anschein nach gut getroffen. In seiner nicht knapp bemessenen Freizeit lernt der kräftige junge Mann die Schönheit der mittelrussischen sommerlichen Wolgalandschaft kennen und lieben. Eine Frau hatte der sorglose, unbekümmerte, starke Mann noch nie geküsst. Jelena Iljinischna, genannte Lenotschka, ein Patenkind des Gutsbesitzers aus dem Nachbardorf, macht sich an Molotow heran. Der Städter und das Landfräulein küssen sich.
Obrossimow verhält sich zu Molotow stets freundlich-zuvorkommend. Mit seinem Angestellten kann der Gutsbesitzer zufrieden sein. Findet doch Molotow nach höflicher Aufforderung zum Beispiel ein in der Bibliothek des Landguts versunkenes bedeutsames Dokument nach tagelanger Suche auf. Außerdem erweist sich der Akademiker als zuverlässiger Laufbursche und Briefträger, wenn in der nächsten Stadt gelegentlich Geschäfte erledigt werden müssen.
Molotows hohe Meinung von den Obrossimows schlägt in Hass um, als er – unbeabsichtigt – ein Gespräch zwischen dem Ehepaar Obrossimow belauscht, in dem der Angestellte mit allen Nachteilen eines typischen Plebejers behaftet charakterisiert wird. Der Herabgesetzte hat für diesen raffgierigen Landadel nur noch das Wort „Aristokratenpack“ übrig. Da kommt ihm ein Brief seines Kommilitonen Andrej Negodjastschew zupasse. Dieser ist in Petersburg geblieben und – wie mancher andere Akademiker – Beamter geworden.
Molotow eröffnet Lenotschka, er könne ihre Liebe nicht länger erwidern und geht. Von den Obrossimows wird er in allen Ehren verabschiedet.
Der enttäuschte Leser vermisst das im Titel versprochene Kleinbürgerglück. Nikolai Pomjalowski will den Titel anscheinend nicht als ironisch verstanden wissen, denn er verspricht Kleinbürgerglück in der oben erwähnten Fortsetzungsgeschichte Molotow.

## Deutschsprachige Ausgaben
Verwendete Ausgabe
- Kleinbürgerglück, S. 5–113 in Nikolai Pomjalowski: Kleinbürgerglück. Molotow. Deutsch von Wilhelm Plackmeyer. 310 Seiten. Aufbau-Verlag, Berlin 1981 (1. Aufl.)

## Anmerkung
1. ↑  Die Leibeigenschaft wurde in Russland im Spätwinter 1861 abgeschafft.